# Palacio Belvedere (Weimar)

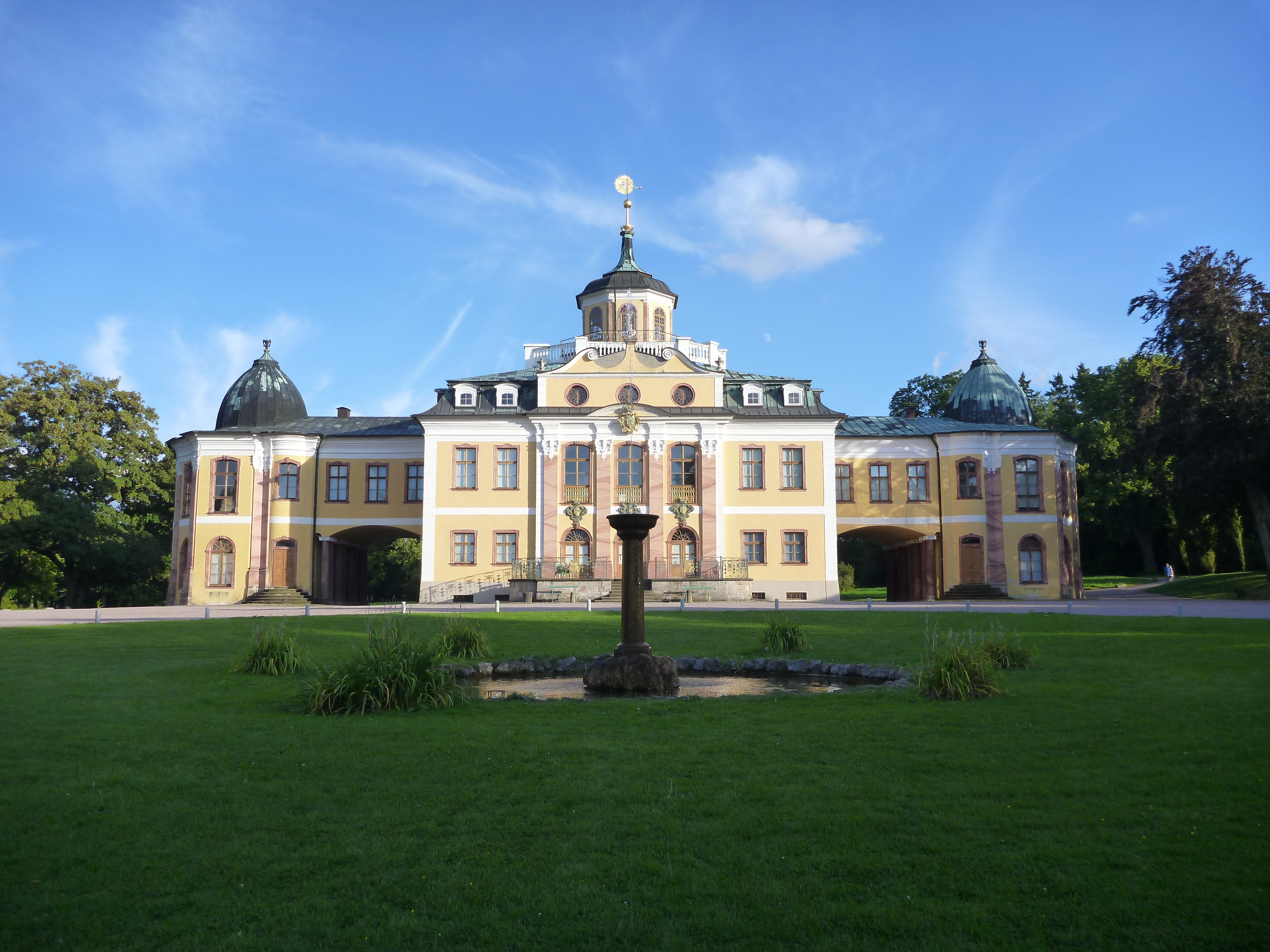
Belvedere en las cercanías de Weimar.

El palacio Belvedere (en alemán: Schloss Belvedere) a las afueras de Weimar es un palacio de placer (Lustschloss) barroco construido para fiestas entre 1724-1732 según los diseños de Johann August Richter y Gottfried Heinrich Krohne para el duque Ernesto Augusto I de Sajonia-Weimar. El cuerpo principal (corps de logis) está flanqueado por pabellones simétricos. En la actualidad alberga parte de la colección de arte de Weimar, con porcelana y cerámica fina, mobiliario y pinturas del siglo XVIII.
Como residencia de verano, sus jardines, diseñados en estilo francés entre 1728-1748, eran un servicio esencial. Un ala de la Orangerie en el Schlosspark contiene una colección de carruajes históricos.
Después de 1811, gran parte de los jardines fueron transformados en un paisaje de estilo inglés, Englischer Garten, para el Gran Duque Carlos Federico, quien murió en el Belvedere en 1853. La rica colección de plantas exóticas fue publicada como Hortus Belvedereanus en 1820.